# André Perchicot
 (janvier 2016).
Si vous disposez d'ouvrages ou d'articles de référence ou si vous connaissez des sites web de qualité traitant du thème abordé ici, merci de compléter l'article en donnant les références utiles à sa vérifiabilité et en les liant à la section « Notes et références ».
André Perchicot, dit Perchicot, né à Bayonne (Pyrénées-Atlantiques) le 9 août 1888, mort dans cette ville le 3 mai 1950, est un coureur cycliste, devenu par la suite chanteur.

## Biographie

### Le cyclisme
Originaire du Sud-Ouest de la France, André Perchicot fait des études d’ingénieur. Il devient un champion cycliste sur piste durant sa jeunesse. En 1912, il est champion de France de vitesse au Parc des Princes, et termine 3e de la première course cycliste en Amérique (à Newark) lors des Championnats du monde de cyclisme sur piste. En 1913, il est champion d'Europe de vitesse, et termine à nouveau 3e aux championnats du monde de cyclisme sur piste à Leipzig.
Pendant la guerre de 1914-1918, il devient pilote. En 1916, son avion est abattu et il est blessé aux jambes, au dos et au bassin. Pendant sa convalescence, il chante pour remonter le moral de ses compagnons (en milieu hospitalier), tout en organisant des réunions cyclistes au bénéfice de la Croix-Rouge. Conscient qu’il ne pourra pas reprendre sa carrière de sportif, il se lance dans la chanson.

### La chanson et le cinéma
À la fin de la guerre, il décide de poursuivre cette nouvelle carrière. Célèbre par ses courses cyclistes, les débuts de Perchicot au Casino de Toulon exploitent cet atout, et le succès est immédiat. Se réclamant à ses débuts comme le disciple de Félix Mayol, il se produit dans les cafés-concerts de Paris. Il y recueille un tel succès — dû en partie à l'événement de voir chanter un ancien champion —, qu'il se produit dans de plus grandes salles et enregistre des disques chez Pathé et chez Odeon. Dès le début des années 1920, il devient ainsi un chanteur populaire, en habit et à l'allure très élégante. Il effectue de nombreuses tournées dans le monde.
Durant les années 1930, il effectue — outre la métropole — diverses tournées en Europe, Afrique et Moyen-Orient. Il fait alors vivre une cinquantaine de personnes dans le cadre des tournées Perchicot. Il s'est rendu en Chine et plus généralement en Asie. Ayant découvert le continent américain dès 1912 avec le cyclisme, on peut considérer qu'à part l'Océanie il a fait le tour du monde. Il devient millionnaire, achetant plusieurs villas dans la région parisienne, deux yachts (baptisés le Père et le Chicot), plusieurs automobiles, et une compagnie d’autobus à Bayonne.
Au cinéma, il tourne dans trois longs métrages, ainsi qu'un clip musical :
- Anny Music Hall (1930), de Carl Lamac, en Allemagne avec comme vedette Anny Ondra ;
- À la Varenne (Java chantée), de Jean Dréville (1930) (cette chanson fut reprise par Georges Brassens en 1980 dans l'album Georges Brassens chante les chansons de sa jeunesse)[3] ;
- Pomme d'amour (1932), de Jean Dréville, film musical dont il est la vedette[4] ;
- Sapho de Léonce Perret (1934).

À la fin des années 1930, à la suite d'un virus contracté en Afrique, il tombe gravement malade. À tel point qu'il est longuement hospitalisé en 1940, cette période marque le commencement de la fin de sa carrière. En plus des difficultés liées à la maladie, il est victime de nombreuses spoliations et pillages. Par ailleurs le music-hall de l'époque connaît un renouveau avec l'éclosion d'artistes comme Fernandel et Charles Trenet. Seuls Mistinguett et son ami Maurice Chevalier passeront le cap difficile de cette période de renouveau.
Vers la fin des années 1940, s'étant assuré des revenus suffisants en vendant ses derniers biens, il se retire aux alentours de Bayonne près de ses sœurs, où il finit sa vie le 3 mai 1950. Selon sa sœur, « Il était marqué physiquement par la maladie, semblait avoir vécu tellement de vies qu'il faisait plus âgé que sa soixantaine, mais il émanait de lui une grande élégance, un magnétisme et une personnalité peu commune, même dans ses derniers jours ».

## Répertoire
Entre 1921 et 1939, il enregistre près de 200 succès : jusqu'en 1925, on compte 160 chansons enregistrées sur disque chez Pathé exclusivement; puis chez Odeon, Polydor et Pathé épisodiquement jusqu'à 1935. Le zénith de sa carrière se situe dans le début des années 1930.
- 1921 : C'est pas possible - Chanson vécue (Pierre Codini)
- 1921 : Demain - Chanson de salon (Charles de Bucovich)
- 1921 : La grande Rouquine - Chanson réaliste (Maurice Gracey)
- 1921 : Perqué - Chanson espagnole (Félicien Vargues)
- 1921 : La sérénade de la purée (Georges Villard)
- 1921 : T'en as t'y du charbon? - Chanson satirique (Dommel, Willems)
- 1922 : Bonsoir, belle amie - Une romance (Louis Izoird, Léon Raiter)
- 1922 : C'est la mode et voilà tout - Une simple chansonnette (Pierre Chagnon)
- 1922 : Moi, j' m'en fous - Une chanson comique (Charles Guindani)
- 1922 : La ronde de nuit - Une chanson-étude (Vincent Scotto)
- 1922 : Si vous avez du pognon - Chanson satirique (Vincent Scotto)
- 1922 : La valse des beaux dimanches - Chansonnette (Albert Terrier)
- 1923 : Viva Mussolini - Chanson Marche (Vincent Scotto, paroles Lucien Boyer)
- 1923 : Quand on aime on a toujours vingt ans
- 1923 : Ah! si vous saviez, Mesdames! - Chansonnette comique (Gaston Gabaroche)
- 1923 : Ça fait bien - Chansonnette comique (Gaston Gabaroche)
- 1923 : Dans la rue - Chanson vécue (Romain Desmoulins / Jean Rodor, Dommel)
- 1923 : Je gob' les femmes - Chanson comique (Laurent Bertin / Pauley, Julsam)
- 1923 : Les p'tit's femmes qui passent - Chansonnette (Gaston Gabaroche)
- 1923 : Quel bonheur! Quelle joie! - Chansonnette comique (Romain Desmoulins)
- 1923 : Décavé! - Foxtrot de (Romain Desmoulins, Paroles de Dommels et Émile Audiffred)
- 1924 : Ça n'existe pas (Charles Jardin)
- 1924 : La môme Nana ou De la Bastille à la République (Albert Valsien)
- 1924 : La Rosière (Romain Desmoulins)
- 1924 : Sors d'ici ! (Romain Desmoulins)
- 1925 : Mon Paris ! (Lucien Boyer / Jean Boyer & Vincent Scotto)
- 1925 : On marie Antoinette (Pierre Chagnon / Amelet)
- 1926 : Les Femm's que j'aime (Louis Izoird, Léon Raiter / Vincent Telly)
- 1926 : Merci ! (Laurent Halet / Jean Rodor)
- 1927 : Elle avait une robe à carreaux - Chansonnette (Roger Dufas / Plébus, Danerty)
- 1927 : La fille à l'Estama - Une fantaisie franco-italienne (François Tamburini / Jo Berard)
- 1928 : La noce à Rebecca (reprise de Georgius)
- 1929 : C'est Espagnol  (Emile Audiffred, Geo Koger, Vincent Scotto)
- 1929 : Sérénade de la purée (Georges Villard) Pathé 4383
- 1929 (?) : Dites-moi Doumergue (enregistrée en 1931)
- 1930 : Quand on revoit la Tour Eiffel
- 1930 : À la Varenne
- c.1930 : Ca, c'est tout le Midi[5].
- 1931 : Le Béret (Lucien Boyer)
- 1934 : En revenant de la revue (reprise de Delormel & Garnier/Desormes, 1886, création Paulus)